# Fritz Petrovitj Rosladin
Fritz Petrovitj Rosladin, född 1600 död 1628, var en naturaliserad svensk överste. Han togs om hand som litet barn av hertig Karl – eller av någon i hans närhet – som hade hittat gossen i en rågåker i Estland.

## Biografi
Bakgrunden var att Sigismund, som på svensk mark hade förlorat striden mot hertig Karl (senare kung Karl IX), i stället försökte införliva Estland med det polska riket. Det var för hertigen en så stor provokation, att han omedelbart startade ett stort krigsföretag – det livländska fälttåget – med syfte att säkerställa Estland, som sedan Erik XIV:s tid betraktades som svenskt. Finska viken var svenskt vatten, och skulle så förbli. De svenska trupperna motade snabbt bort polackerna. Kriget fortsatte sen, men till hertig Karls nackdel. Hertigen själv var nära att dödas av fienden och hans egen son, Karl Karlsson Gyllenhielm, togs till fånga och de skiljdes åt för all framtid.
Pojken, som fick heta Fritz, fördes till Sverige och adopterades av Peter Rosladin och Anna Nasackin. Båda makarna tillhörde ryska bojarätter, som under Ivan IV:s tid övergått i svensk tjänst. De var således adliga.
Fritz Petrovitj (Petersson) Rosladin gavs en militär uppfostran. Karriären blev rekordsnabb. Redan som 25-åring utsågs han till överste och chef för Norrlands storregemente. Han blev också kammarpage hos Gustav Adolf. Den unge översten gifte sig med Christina Arvidsdotter Posse  (1602–1666) av adelsätten Posse och fick ett år senare dottern Brita. År 1628 for han med ett hälsingeregemente till Stralsund som ansattes av Wallensteins trupper. Striderna blev hårda, många dog, och Rosladin blev dödligt sårad i striderna.

### Familj
Rosladin gifte sig 21 februari 1626 på Ängsö slott med hovmästarinnan Christina Posse (1602–1666), dotter av hovjunkaren Arvid Lagesson Posse och Birta Gustafsdotter (Bååt). De fick tillsammans barnen Brita Rosladin (1626–1675) som var gift med riksskattmästaren Sten Nilsson Bielke och Christina Rosladin (1628–1676) som var gift med generalguvernören Herman Claesson Fleming. Efter Rosladins död gifte Christina Posse om sig med landshövdingen Ivar Nilsson (Natt och Dag).